# Marie-Victoire Louis
Pour les articles homonymes, voir Louis.
Marie-Victoire Louis (née en 1945) est une sociologue chercheuse au CNRS, intellectuelle et militante féministe spécialiste entre autres des questions des violences sexuelles faites aux femmes au travail et de la prostitution.
Elle s'est notamment engagée dans les combats féministes contre le harcèlement sexuel. Elle a fondé en 1985 l'AVFT, Association européenne contre les violences faites aux femmes au travail qui a mené avec succès le combat pour la reconnaissance et la pénalisation du harcèlement sexuel au travail, et  dont elle fut présidente jusqu'en 1997.

## Biographie
Après des études en sciences politiques puis un séjour de trois ans (1971- 1974) à l'Institut d'Études Politiques d'Alger en tant qu'assistante, Marie-Victoire Louis obtient une thèse en sciences politiques (1982). Entre-temps, en 1977, elle est élue conseillère municipale d'une petite ville de l'Oise, et l'année suivante, elle devient la première femme à se présenter aux élections législatives dans ce même département, avec le mouvement "Choisir" de Gisèle Halimi ("Cent femmes pour les femmes"), mais ne récolte que 1% des voix. Elle mène ensuite des recherches en sociologie au CNRS sur le thème « Travail et société » puis, plus précisément sur la « division sociale et sexuelle du travail ». Ses recherches s'orientent alors vers l'histoire et les sociétés occidentales. Depuis 1993, elle est chargée de recherche au centre d'analyse et d'intervention sociologique.
Marie-Victoire Louis a travaillé sur les inégalités hommes/femmes, principalement dans le monde du travail. En 1985, elle fonde, avec Joelle Causin et Sylvie Cromer, l'Association européenne contre les violences faites aux femmes au travail (AVFT), dont elle est coprésidente jusqu'en 1997. L'association a été à l'origine de trois publications dont Marie-Victoire Louis est directrice de publication. La première intitulée Cette violence dont nous ne voulons plus est publié à la fin de l'année 1985 ; la seconde est la Lettre de l'AVFT éditée à l'été 1994 ; enfin le troisième titre est Projets féministes dont le premier numéro sort en mars 1992. Elle est aussi membre du comité de rédaction de la revue les Cahiers du Grif .
Au sein du mouvement féministe, elle analyse la prostitution comme une violence masculine à l'encontre des femmes et dénonce la mise sur le marché du corps humain. Elle revendique pour les femmes la libre disposition de leur corps et milite au niveau européen pour la pénalisation du système prostitutionnel. Notant que l'Union Européenne exclut la prostitution de sa définition de la traite des êtres humains et de la violence contre les femmes et se dirige vers une légitimation du proxénétisme, elle lance en 1999 avec l'AVFT l'appel à entrer en résistance contre l'Europe proxénète rappelant le principe d'inaliénabilité du corps humain et qui sera signé par la plupart des partis politiques de gauche et les associations abolitionnistes. Reçue en juin 2000 au Sénat, en compagnie de la présidente du MAPP (« Mouvement pour l'abolition de la prostitution et de la pornographie et de toutes autres formes de violences et de discriminations sexistes ») et de représentants du Mouvement du nid, pour défendre les droits des femmes et l'égalité des chances entre femmes et hommes, elle a souligné le danger des politiques réglementaristes (Pays-Bas, Allemagne, Belgique), visant à dépénaliser le proxénétisme et a proposé d'imiter le modèle suédois qui pénalise le client, modèle depuis lors adopté également en France le 6 avril 2016 (ainsi qu'en Norvège, en Islande et en Irlande). Notons cependant que MVL reproche à la Suède sa non dénonciation de la politique de l'Union Européenne.
Une partie de son travail a été critiquée, notamment à cause de l'emploi du terme « Droit de cuissage », qui fait référence à un mythe, au lieu du terme « harcèlement sexuel » qui correspond, lui à une réalité sociale. Alain Boureau, dans l'épilogue de son ouvrage Le Droit de cuissage. La Fabrication d'un mythe, XIIIe – XXe siècle, lui reproche une légèreté certaine dans la reproduction de ce mythe qui relève historiquement, d'abord de la propagande orchestrée par les moines puis les juristes royaux contre le pouvoir des seigneurs laïcs, puis de la propagande anticléricale du XIXe siècle.
Le site internet de MVL - très fourni - avait déjà reçu plus de 11 millions d'entrées en 2010.

## Publication
- 1994 : Le droit de cuissage : France, 1860-1930, éd. de l'Atelier, coll. « Patrimoine »  (ISBN 270823062X).